# Энгелаб (стадион)
Стадион Энгелаб (перс. ورزشگاه انقلاب کرج‎) — многофункциональный стадион, находящийся в городе Кередж (Иран). 
Стадион служит домашней ареной для футбольного клуба «Сайпа» с 2006 года. Вместимость арены составляет около 15 000 зрителей. 
На стадионе несколько своих домашних матчей провела сборная Ирана по футболу. В июне 2009 года она принимала здесь сборную Индонезии, 1 мая 2012 в товарищеской встрече разгромила Мозамбик (3:0). А 3 марта 2014 года сборная Ирана обыграла на стадионе Энгелаб сборную Кувейта в рамках отборочного турнира Кубка Азии 2015.